# La Bâtie-Divisin
Pour les articles homonymes, voir Bâtie.
La Bâtie-Divisin est une ancienne commune française située dans le département de l'Isère en région Auvergne-Rhône-Alpes, devenue, le 1er janvier 2016, une commune déléguée de la commune nouvelle des Abrets en Dauphiné.

## Toponymie
L'ancien château "la bastidum divisinum" cité au 10e s. a donné le nom à la commune créée en 1790 de la réunion des paroisses de la Chapelle de Peyrin et du Recoin. Le gentilé Récugnot vient de Recoin.

## Politique et administration

### Liste des maires
| Période                                  | Période | Identité          | Étiquette | Qualité |
| ---------------------------------------- | ------- | ----------------- | --------- | ------- |
| mars 2001                                | 2016    | Mme Yvonne Rateau | SE        | -       |
| Les données manquantes sont à compléter. |         |                   |           |         |

## Population et société

### Démographie
L'évolution du nombre d'habitants est connue à travers les recensements de la population effectués dans la commune depuis 1793. À partir du 1er janvier 2009, les populations légales des communes sont publiées annuellement dans le cadre d'un recensement qui repose désormais sur une collecte d'information annuelle, concernant successivement tous les territoires communaux au cours d'une période de cinq ans. 
Pour les communes de moins de 10 000 habitants, une enquête de recensement portant sur toute la population est réalisée tous les cinq ans, les populations légales des années intermédiaires étant quant à elles estimées par interpolation ou extrapolation. Pour la commune, le premier recensement exhaustif entrant dans le cadre du nouveau dispositif a été réalisé en 2008,.
En 2013, la commune comptait 890 habitants, en évolution de +3,73 % par rapport à 2008 (Isère : +3,89 %, France hors Mayotte : +2,49 %).
| 1793 | 1800 | 1806  | 1821  | 1831  | 1836  | 1841  | 1846  | 1851  |
| ---- | ---- | ----- | ----- | ----- | ----- | ----- | ----- | ----- |
| 773  | 970  | 1 101 | 1 203 | 1 234 | 1 290 | 1 364 | 1 426 | 1 415 |

| 1856  | 1861  | 1866  | 1872  | 1876  | 1881  | 1886  | 1891  | 1896  |
| ----- | ----- | ----- | ----- | ----- | ----- | ----- | ----- | ----- |
| 1 318 | 1 303 | 1 321 | 1 281 | 1 260 | 1 165 | 1 131 | 1 101 | 1 067 |

| 1901 | 1906 | 1911 | 1921 | 1926 | 1931 | 1936 | 1946 | 1954 |
| ---- | ---- | ---- | ---- | ---- | ---- | ---- | ---- | ---- |
| 986  | 961  | 907  | 770  | 739  | 700  | 668  | 655  | 611  |

| 1962 | 1968 | 1975 | 1982 | 1990 | 1999 | 2008 | 2013 | - |
| ---- | ---- | ---- | ---- | ---- | ---- | ---- | ---- | - |
| 563  | 546  | 560  | 589  | 685  | 802  | 858  | 890  | - |

### Enseignement
La commune relève de l'académie de Grenoble.

### Médias
La commune est située sur l'aire de diffusion de radio Ici Isère, une radio publique qui émet sur tout le territoire du département de l'Isère.

## Culture et patrimoine

### Lieux et monuments

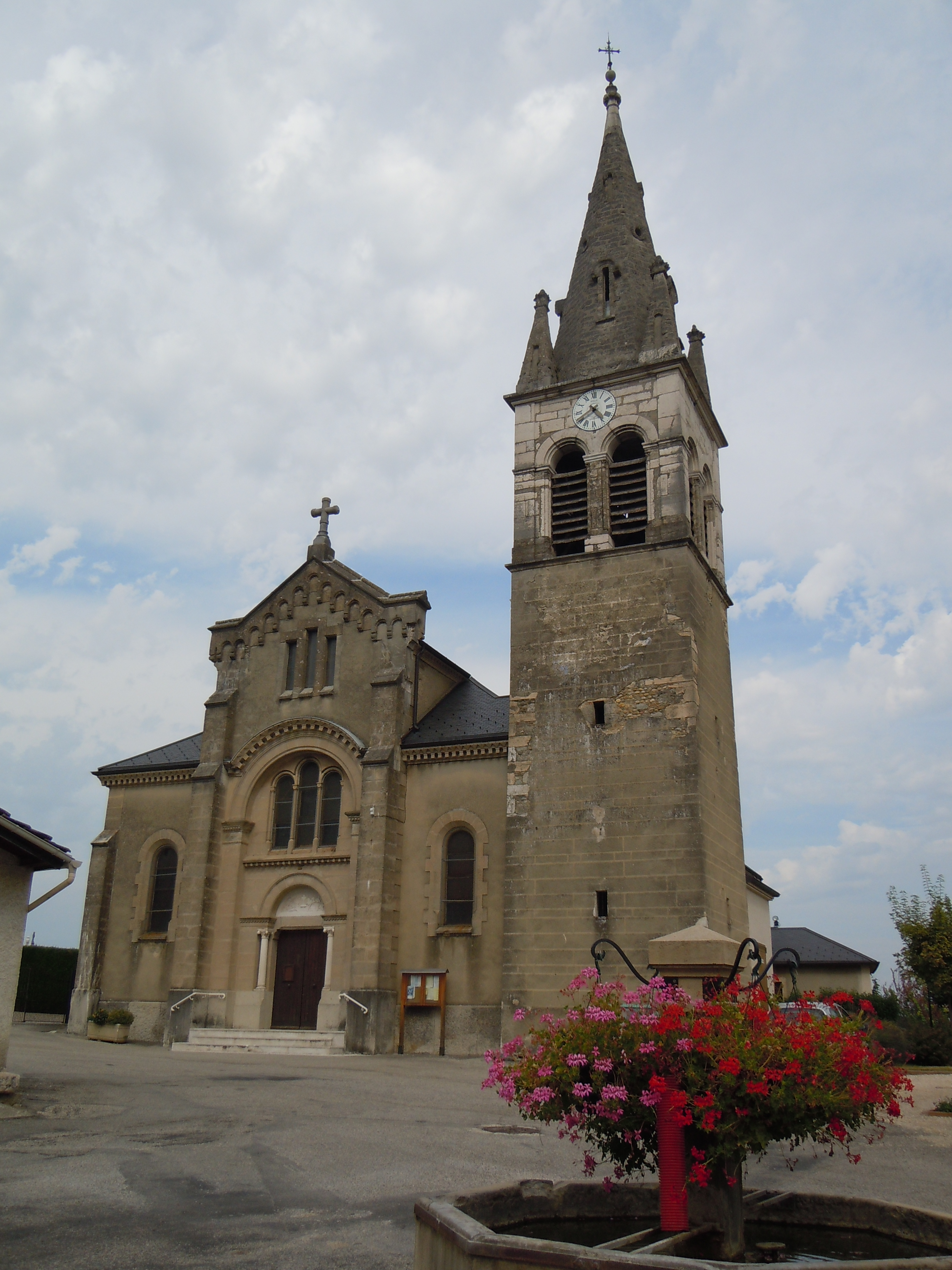
Église paroissiale

- L'Église paroissiale Saint-Pierre de La Bâtie-Divisin.
- Maison forte sur motte de Châteauvieux, du XIVe siècle[6].

### Patrimoine naturel
La commune compte deux zones naturelles d'intérêt écologique, faunistique et floristique:
- Boisements humides du ruisseau de la Corbassière (N° régional : 38090004).
- Forêts riveraines des ruisseaux des Rajans, du Caron et de la Combe Pigna (N° régional : 38090001)[7].

### Héraldique
|  | La Bâtie-Divisin possède des armoiries dont l'origine et le blasonnement exact ne sont pas disponibles. |